# Seguiriya

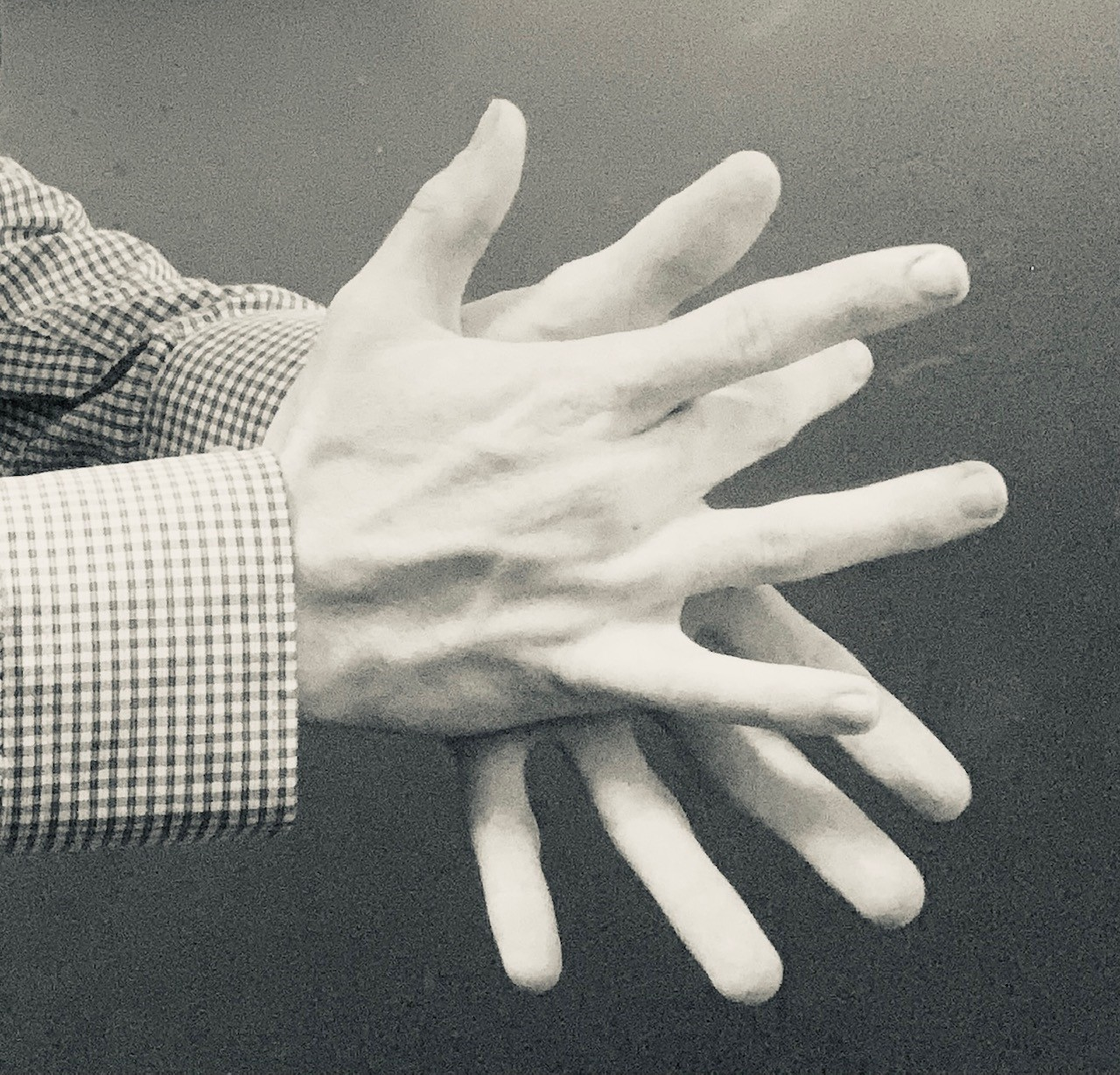
Un modo de batir las manos para acompañar a los bailaores, cantaores y guitarristas flamencos.

La seguiriya es uno de los palos flamencos más antiguos de los que se tiene noticia. Conforma, junto a los tientos, tonás y soleares, la columna vertebral del cante flamenco. Se trata de un baile de velorio.

## Etimología
Se supone que su nombre derive de seguidilla, por corrupción fonética. Esta corrupción deforma el término en diferentes variantes: seguiriya, seguirilla, siguiriya o siguerilla.

## Origen
Si bien su origen es incierto, los primeros testimonios datan de finales del siglo XVIII. Las seguiriyas derivan de las tonás primitivas y se crean principalmente entre Cádiz y Sevilla, con los Puertos, Jerez de la Frontera y el barrio de Triana como focos principales. En discos y libros podemos leer referencias al estilo como sigueriya, siguiriya, o seguirilla. Todas son válidas, ya que el término seguidilla se agitana o andaluza derivando en otras grafías que cada cual escribe a su modo. Del complejo genérico de las seguiriyas forman parte también las serranas y las livianas, ya que ambos estilos se rigen por el compás propio de la seguiriya. Otra de las variantes seguiriyeras son las cabales, seguiriyas en tono mayor

## Carácter

### Cante y coplas
Se trata de un cante sombrío y de carácter trágico que encierra los valores básicos de lo que hoy se conoce como cante puro y hondo. Las letras de sus coplas son trágicas, doloridas, y reflejan el sufrimiento de las relaciones humanas, el amor y la muerte.
La seguirilla gitana o seguiriya del sentimiento es, además de uno de los cantes más antiguos de que se tiene noticia, la quinta esencia de la jondura, basada la máxima de muy poca letra y mucho quejío. El cante melismático de la seguiriya le infunde carácter y de esa estética musical, beben también muchos estilos, como las malagueñas o los cantes a palo seco, sin guitarra, que hoy conocemos. El término aparece recogido en infinidad de piezas de nuestra literatura y la música de algunas tonadillas viene rotulada como seguidilla gitana. Aunque esta no coincide en absoluto con la flamenca. El origen de este cante, con su característica aliteración de ayes, ha traído de cabeza a los musicólogos que han intentado su notación musical. Hoy es sabido que la métrica seguiriyera se basa en invertir el orden de la amalgama de compases de la soleá (6x8 + 3x4), y usarlo como propio (3x4 + 6x8) (ver reloj).  
Las modalidades más antiguas de seguiriyas se interpretaban sin acompañamiento musical, al igual que las tonás. Actualmente se acompaña de la guitarra, y sus continuas matizaciones y cambios de tono en el cante la hacen uno de los palos más difíciles de interpretar.
El modelo arcaico de la seguiriya lo conocemos a partir de la llamada seguiriya de "El Planeta", la más antigua hasta el momento:
"A la luna le pío,

la del alto cielo,

como le pío que me saque a mi pare

de onde está metío".

### Baile
El baile por seguiriyas fue incorporado por primera vez de la mano de Vicente Escudero en 1940. Es ceremonioso, pausado y solemne, y carece de ornamentación.

## Estructura
Estructuralmente se compone de cuatro versos hexasílabos, excepto el tercero, que es endecasílabo: (6-6-11-6), modelo silábico emparentado con las jarchas. Riman el segundo y el cuarto en consonante o asonante. La estructura en este caso no es estricta: prima el sentimiento sobre la forma, de modo que no es raro encontrarse con seguiriyas con otras métricas, como 7-7-11-7 y 8-5-11-6. Una forma menos extendida es la estructura 6-11-6, en la que rima el primer verso con el tercero, y usualmente se repite el segundo al cantar.
Existen diferentes especies de seguiriyas asociadas al estilo de un cantaor en particular que presentan cada una sus variantes estilísticas más o menos acusadas por la personalidad del intérprete. Así, en Cádiz se conoce el cante por seguiriyas de El Planeta, sencillo y sin ornamentaciones; en Triana, el de Frasco el Colorao, muy ornamentado, y el de la Niña de los Peines; en Jerez, Manuel Molina, Antonio Chacón, etc.